# Büyükorhan
Büyükorhan est un chef-lieu de district de la province de Bursa en Turquie.